# Labidocera farrani
Labidocera farrani is een eenoogkreeftjessoort uit de familie van de Pontellidae. De wetenschappelijke naam van de soort is voor het eerst geldig gepubliceerd in 1979 door Greenwood & Othman.